# Museum Dokkum
Museum Dokkum is een streekmuseum in de stad Dokkum in de Nederlandse provincie Friesland.

## Gebouwen

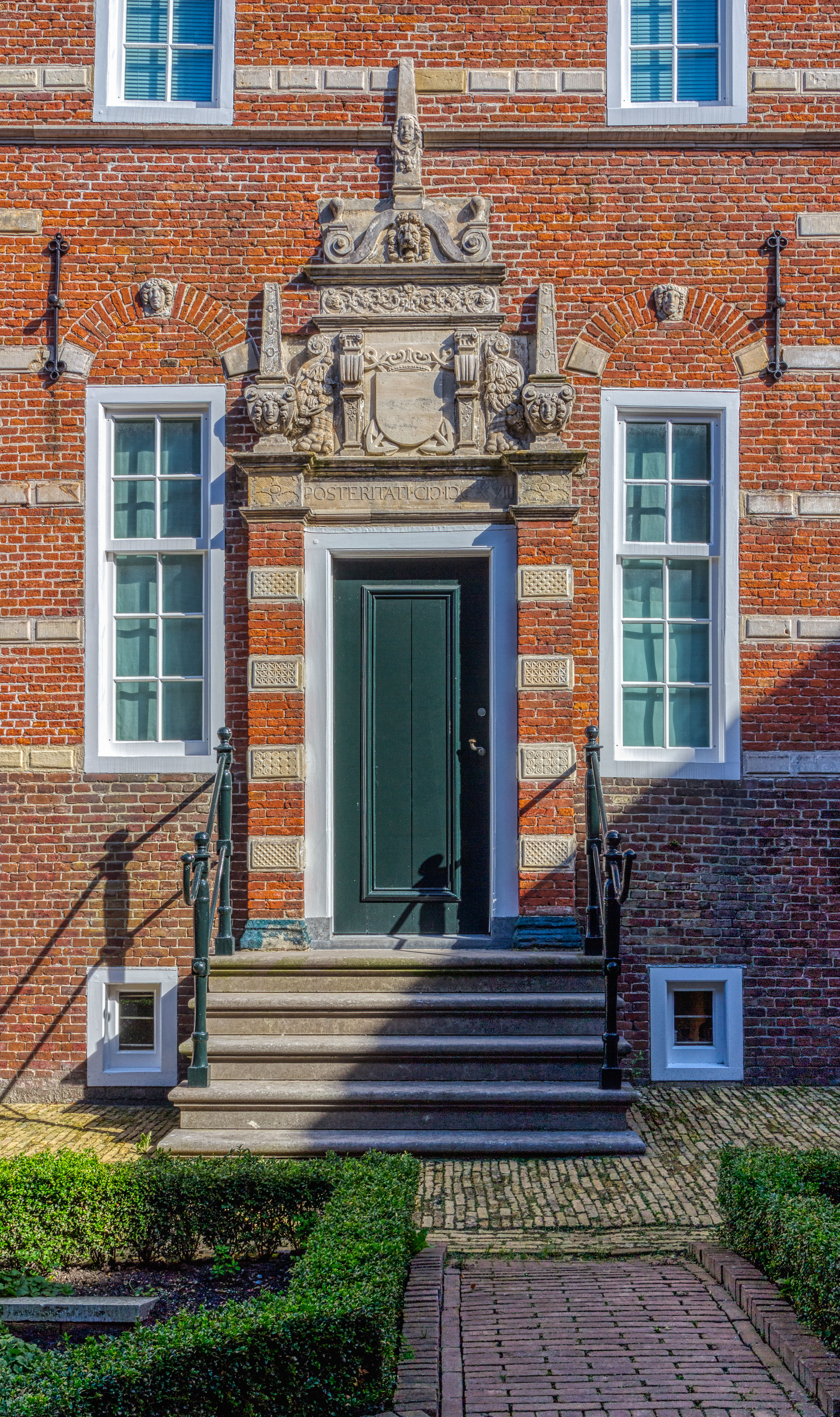
Deur via het museumhof

Het museum is gevestigd in vier aaneengeschakelde panden aan de Diepswal. Een van de panden van het museum is het Admiraliteitshuis uit 1618. Het is een rijksmonument. Hier was tot 1645 de Admiraliteit van Friesland gevestigd. Sinds 1963 is het pand onderdeel van het museum. Dit gebouw is verbonden aan een 18e-eeuws woonhuis waar zich de ingang van het museum bevindt en een aan het Admiraliteitshuis gelegen voormalig pakhuis. Via een luchtbrug is deze verbonden met een pand dat een voormalig woonhuis met een pakhuis was. Hierin bevindt zich een vaste expositie over Bonifatius. Aan de overzijde van het Grootdiep beschikt het museum over het Hellinghûs, een voormalige scheepshelling van de admiraliteit waar lezingen worden georganiseerd.

## Collectie
- Geschiedenis van Dokkum
- Fries aardewerk
- Zilver van Dokkumer goud- en zilversmeden
- Textiel met Friese kostuums, floddermutsen en merklappen
- Bonifatius tentoonstelling
- Schilderijen
- Foto's en ansichtkaarten

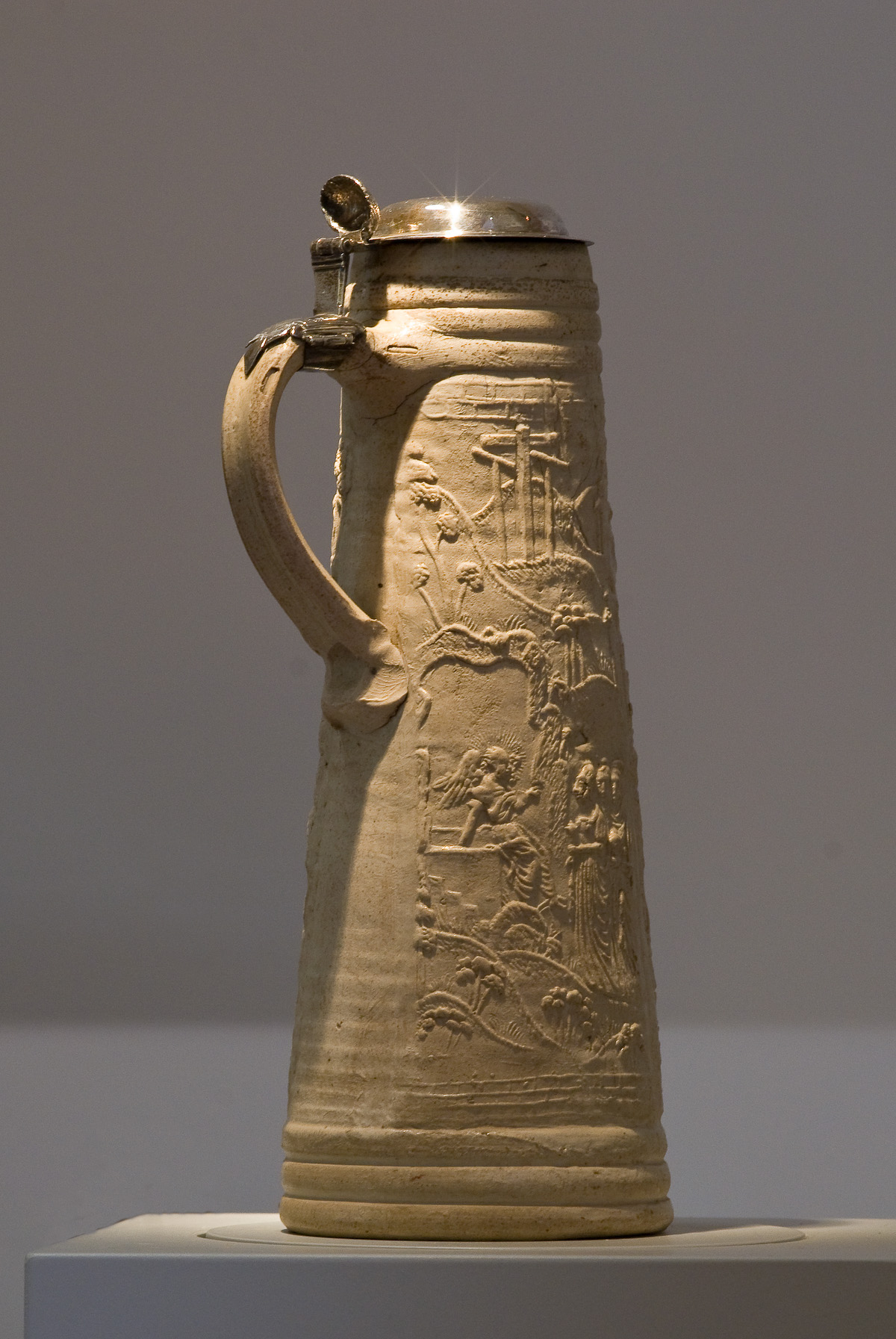
Bierkruik van klei
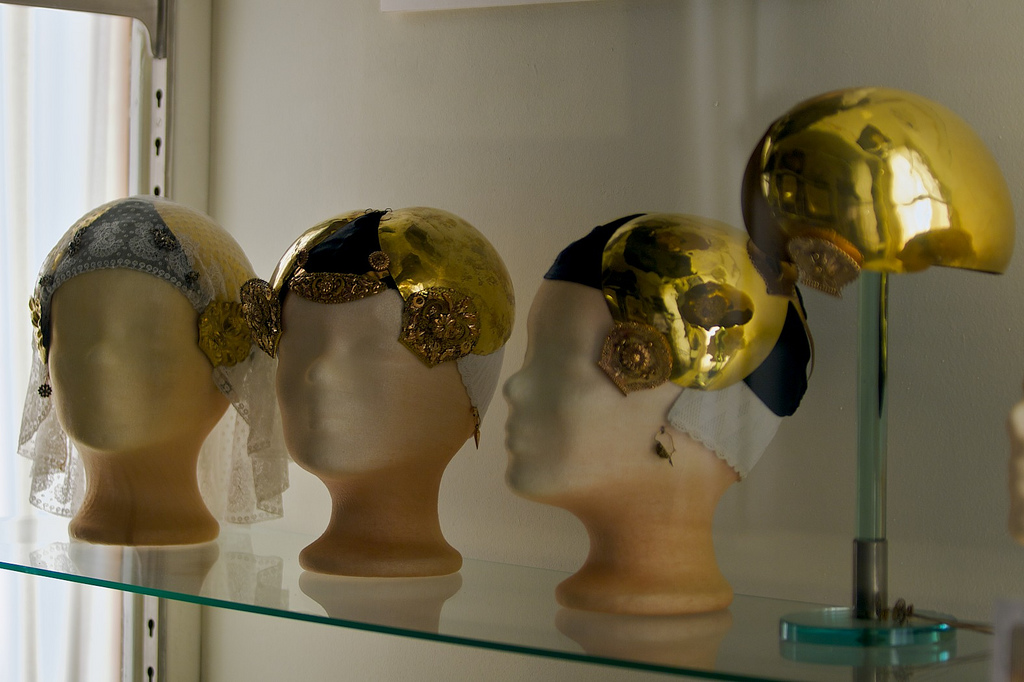
Oorijzers
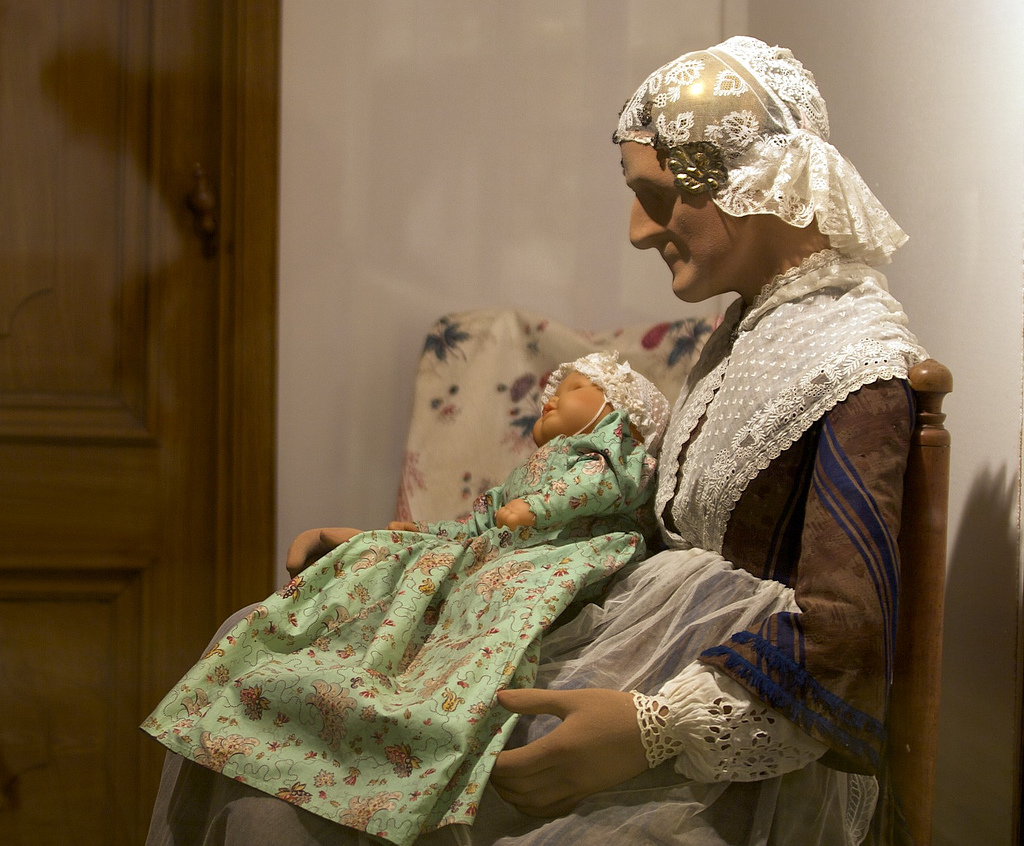
Fries kostuum
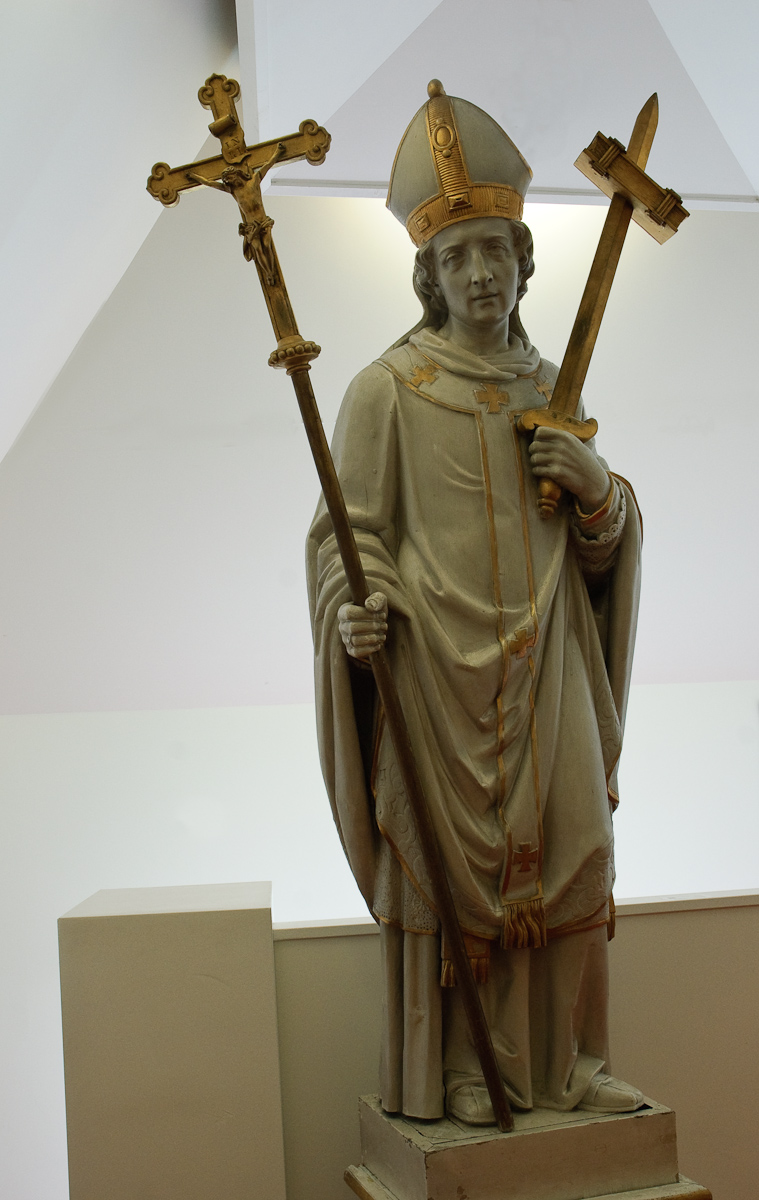
Beeld Bonifatius